# Liga de Defesa Judaica

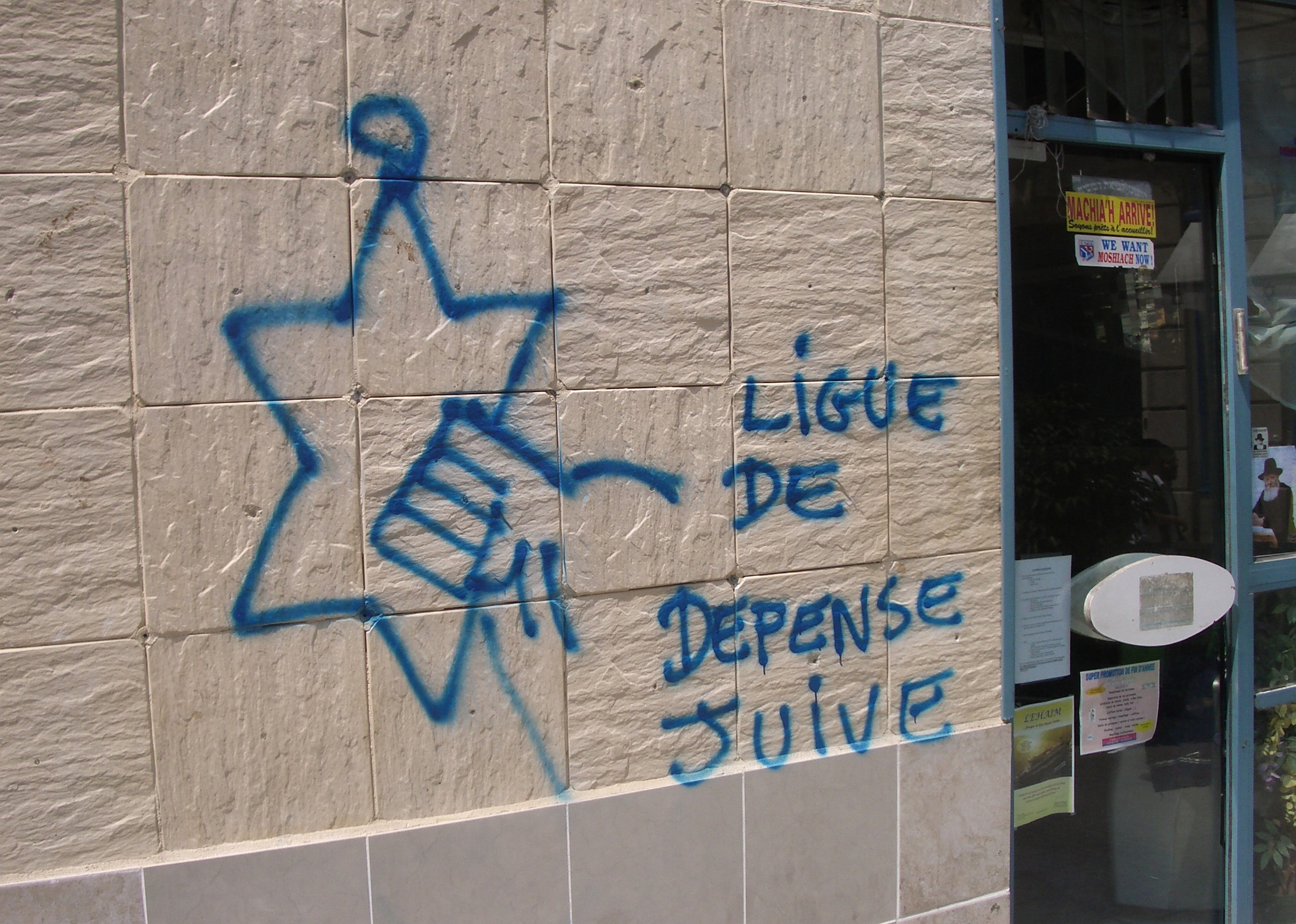
Pichação da Liga de Defesa Judaica no bairro parisiense de Marais, na França, em julho de 2006.

A Liga de Defesa Judaica (em inglês: Jewish Defense League) foi criada em 1968 com o declarado propósito de proteger os judeus por quaisquer meios necessários.
Segundo o rabino Meir Kahane, as maiores organizações judaicas dos Estados Unidos falharam em proteger os judeus do anti-semitismo.

## Na França

Liga de Defesa Judaica na França

A Liga de Defesa Judaica francesa inspira-se no grupo homônimo dos Estados Unidos, classificado como terrorista desde 2001 pelo FBI. O seu emblema (um punho cerrado sobre uma estrela de David preta, em fundo amarelo) é, à exceção das cores, o mesmo do movimento de extrema-direita Kach, proibido em Israel.